# Bruno Martini (fodboldspiller)
 For alternative betydninger, se Bruno Martini. (Se også artikler, som begynder med Bruno Martini)
Bruno Martini (født 25. januar 1962 i Challuy, Frankrig, død 20. oktober 2020) var en fransk fodboldspiller, der spillede som målmand. Han var på klubplan tilknyttet AJ Auxerre, AS Nancy og Montpellier HSC og nåede i alt at spille 322 Ligue 1-kampe.
Martini blev desuden noteret for 31 kampe for Frankrigs landshold. Han deltog ved både EM i 1992 og EM i 1996.

## Titler
Coupe de France
- 1994 med AJ Auxerre